# 呉安
呉 安（ご あん、? - 250年）は、中国三国時代の呉の政治家・武将。揚州呉郡呉県の人。伯祖母は呉夫人。祖父は呉景。父は呉奮。叔父は呉祺。従弟は呉纂。『三国志』呉志 呉夫人伝 に記録がある。

## 生涯
父の呉奮が亡くなると後を嗣ぎ、新亭侯に封じられた。
二宮事件の時には、全奇・孫奇・楊竺らと密かにぐるになり、魯王孫覇と結託して太子孫和の地位を脅かそうという企みを行い、孫和に対する度重なる讒言の効果で孫和は廃嫡された。しかし、孫覇もまた自殺を命ぜられ、孫覇に結託して孫和を陥れたという理由で、呉安は全奇・孫奇らとともに誅殺されたという。